# Vlag van Connacht

Vlag van Connacht

De vlag van Connacht is in huidige vorm mogelijk al sinds 1651 in gebruik. De vlag is gelijk aan het wapen van Connacht.
De vlag bestaat uit twee verticale banen in de kleuren wit en blauw. Het witte vlak is voorzien van een halve zwarte adelaar en het blauwe veld van een ridderarm met getrokken zwaard. Uiteindelijk zijn zowel vlag- als wapenontwerp waarschijnlijk herleid aan het wapen van het middeleeuwse Schottenklöster uit Duitsland (de blauwe helft) en dat van het Romeinse Rijk (de witte helft met adelaar).